# Iniesta nepalica
Iniesta nepalica är en insektsart som beskrevs av Irena Dworakowska 1993. Iniesta nepalica ingår i släktet Iniesta och familjen dvärgstritar. Inga underarter finns listade i Catalogue of Life.